# Списак епизода серије Сенке над Балканом

Сенке над Балканом је српска телевизијска серија која је премијерно почела са емитовањем 22. октобра 2017. година на каналу РТС 1. Прва сезона серије је емитована од 22. октобра до 24. децембра 2017. године. Свих десет епизода друге сезона серије доступне су од 8. новембра  2019. године, на интернет платформи ЕОН, а такође се емитују од 11. новембра 2019. на каналу Нова С. Сем њих, потврђено је да је смишљена и трећа сезона серије. 
Серија Сенке над Балканом за сада броји 2 сезоне и 20 епизода.

## Преглед
| Сезона | Сезона | Епизоде | Епизоде | Оригинално емитовање | Оригинално емитовање | Оригинално емитовање |
| Сезона | Сезона | Епизоде | Епизоде | Премијера            | Финале               | Мрежа                |
| ------ | ------ | ------- | ------- | -------------------- | -------------------- | -------------------- |
|        | 1.     | 10      | 10      | 22. октобар 2017.    | 24. децембар 2017.   | РТС 1                |
|        | 2.     | 10      | 10      | 11. новембар 2019.   | 13. јануар 2020.     | Нова С               |

## Епизоде

### 1. сезона (2017)
Прва сезона покрива период непосредно пред убиство хрватског народног посланика Стјепана Радића у Народној Скупштини СХС и увођење диктатуре.
Као основни амбијент за одигравање окоснице радње овог серијала изабран је Београд између два светска рата. У средишту догађања су и њени главни ликови — педесетогодишњи инспектор криминалне полиције Андра Танасијевић Тане и његов нови сарадник, млади форензичар Станко Плетикосић. Београд је представљен као место у коме се криминал своди на класичне пљачке и убиства, али у коме највеће проблеме ипак праве ратови опијумских картела, којима је он само траса за даљи шверц скупе и цењене дроге ка Европи и Америци.
У првој сезони заплет започиње на једном маскенбалу, на коме је окупљен сав „крем“ Београда, и на коме се догађа свирепо и веома необично убиство. Инспектор Танасијевић убрзо постаје свестан да је узрок учесталих језивих догађаја, који почињу да се гомилају по граду, древна реликвија – Лонгиново копље (копље којим је Исус прободен на крсту) – којој се приписују мистичне моћи. Он схвата да постоје људи који су спремни на све да би га се докопали и упада у ковитлац злочина у које су умешане све опскурне интересне групе Балкана тог времена: руска белогардејска козачка војска генерала Врангела, совјетска тајна полиција НКВД, Црна рука, ВМРО, југословенски комунисти, масони, београдско подземље, тајна секта Друштво Туле. Пратећи трагове почињених злочина, инспектор се укључује у општу потеру за реликвијом са једним јединим циљем – да је уклони из Београда и спречи даља страдања невиних људи.
| Бр. еп. (укупно) | Бр. еп. (у сезони) | Наслов         | Редитељ                       | Сценариста                                                                | Премијера          |
| ---------------- | ------------------ | -------------- | ----------------------------- | ------------------------------------------------------------------------- | ------------------ |
| 1                | 1                  | „Епизода 1.1”  | Драган Бјелогрлић             | Даница Пајовић, Дејан Стојиљковић, Владимир Кецмановић и Стеван Копривица | 22. октобар 2017.  |
| 2                | 2                  | „Епизода 1.2”  | Драган Бјелогрлић             | Даница Пајовић, Дејан Стојиљковић, Владимир Кецмановић и Стеван Копривица | 29. октобар 2017.  |
| 3                | 3                  | „Епизода 1.3”  | Срђан Спасић                  | Даница Пајовић, Дејан Стојиљковић, Владимир Кецмановић и Стеван Копривица | 5. новембар 2017.  |
| 4                | 4                  | „Епизода 1.4”  | Коста Ђорђевић                | Даница Пајовић, Дејан Стојиљковић, Владимир Кецмановић и Стеван Копривица | 12. новембар 2017. |
| 5                | 5                  | „Епизода 1.5”  | Мирослав Лекић                | Даница Пајовић, Дејан Стојиљковић, Владимир Кецмановић и Стеван Копривица | 19. новембар 2017. |
| 6                | 6                  | „Епизода 1.6”  | Мирослав Лекић                | Даница Пајовић, Дејан Стојиљковић, Владимир Кецмановић и Стеван Копривица | 26. новембар 2017. |
| 7                | 7                  | „Епизода 1.7”  | Данило Бећковић               | Даница Пајовић, Дејан Стојиљковић, Владимир Кецмановић и Стеван Копривица | 3. децембар 2017.  |
| 8                | 8                  | „Епизода 1.8”  | Игор Иванов Драган Бјелогрлић | Даница Пајовић, Дејан Стојиљковић, Владимир Кецмановић и Стеван Копривица | 10. децембар 2017. |
| 9                | 9                  | „Епизода 1.9”  | Иван Живковић                 | Даница Пајовић, Дејан Стојиљковић, Владимир Кецмановић и Стеван Копривица | 17. децембар 2017. |
| 10               | 10                 | „Епизода 1.10” | Драган Бјелогрлић             | Даница Пајовић, Дејан Стојиљковић, Владимир Кецмановић и Стеван Копривица | 24. децембар 2017. |

### 2. сезона (2019−20)
Београд 31. децембар 1933. године. Језиво убиство покреће низ узбудљивих и мистериозних догађаја у којима ће се сукобити локални моћници, државна елита, тајна удружења и стране обавештајне службе. Од блата Јатаган мале па до сјаја Белог двора заплиће се завера која ће довести у питање будућност читаве земље и њеног владара. Време је да истрага почне.
Друга сезона серије се бави припремом и извршењем атентата на Александра Карађорђевића у Марсеју 1934. године, изградњом споменика Незнаном јунаку на месту срушене тврђаве Жрнов коју је подигао током 15. века Стефан Лазаревић и тајнама са суђења припадницима завере против краља Александра током Солунског процеса 1917. године.
| Бр. еп. (укупно) | Бр. еп. (у сезони) | Наслов         | Редитељ                           | Сценариста                                                               | Премијера          |
| ---------------- | ------------------ | -------------- | --------------------------------- | ------------------------------------------------------------------------ | ------------------ |
| 11               | 1                  | „Епизода 2.1”  | Драган Бјелогрлић                 | Драган Бјелогрлић, Дејан Стојиљковић, Бобан Јевтић и Владимир Кецмановић | 11. новембар 2019. |
| 12               | 2                  | „Епизода 2.2”  | Драган Бјелогрлић                 | Драган Бјелогрлић, Дејан Стојиљковић, Бобан Јевтић и Владимир Кецмановић | 18. новембар 2019. |
| 13               | 3                  | „Епизода 2.3”  | Драган Бјелогрлић                 | Драган Бјелогрлић, Дејан Стојиљковић, Бобан Јевтић и Владимир Кецмановић | 25. новембар 2019. |
| 14               | 4                  | „Епизода 2.4”  | Иван Живковић                     | Драган Бјелогрлић, Дејан Стојиљковић, Бобан Јевтић и Владимир Кецмановић | 2. децембар 2019.  |
| 15               | 5                  | „Епизода 2.5”  | Мирослав Лекић Драган Бјелогрлић  | Драган Бјелогрлић, Дејан Стојиљковић, Бобан Јевтић и Владимир Кецмановић | 9. децембар 2019.  |
| 16               | 6                  | „Епизода 2.6”  | Срђан Спасић                      | Драган Бјелогрлић, Дејан Стојиљковић, Бобан Јевтић и Владимир Кецмановић | 16. децембар 2019. |
| 17               | 7                  | „Епизода 2.7”  | Драган Бјелогрлић                 | Дејан Стојиљковић, Бобан Јевтић и Драган Бјелогрлић                      | 23. децембар 2019. |
| 18               | 8                  | „Епизода 2.8”  | Данило Бећковић                   | Дејан Стојиљковић, Бобан Јевтић и Драган Бјелогрлић                      | 30. децембар 2019. |
| 19               | 9                  | „Епизода 2.9”  | Данило Бећковић Драган Бјелогрлић | Дејан Стојиљковић, Бобан Јевтић и Драган Бјелогрлић                      | 6. јануар 2020.    |
| 20               | 10                 | „Епизода 2.10” | Драган Бјелогрлић                 | Дејан Стојиљковић, Бобан Јевтић и Драган Бјелогрлић                      | 13. јануар 2020.   |

## Напомена
1. ↑  Све епизоде друге сезоне су постале доступне на платформи ЕОН за 990 динара 8. новембра 2019. године пре почетка премијерног емитовања на каналу Нова С.